# Анайя, Рудольфо
Рудольфо Альфонсо Анайя (исп. и англ. Rudolfo Anaya; 30 октября 1937[…], Pastura, Нью-Мексико — 28 июня 2020[…], Альбукерке, Нью-Мексико[…]) — американский писатель и драматург, ведущий представитель литературы чиканос (мексиканцев американского происхождения).

## Биография
Сын ковбоя. Вырос в г. Санта-Роза (Нью-Мексико). В 1954 году семья переехала в г. Альбукерке, где Анайя обучался в школе менеджеров, но вскоре бросил учёбу. После окончания в 1963 г. университета Нью-Мексико работал учителем.

## Творчество
Писал на английском языке с включением испанизмов.
Близкий по духу магическому реализму первый его роман «Благослови, Ультима!» («Bless me, Ultima», 1972; рус. пер. 2000) — самое значительное произведение прозаика — вместе с романами «Сердце Ацтлана» («Heart of Aztlan», 1976) и «Тортуга» («Tortuga», 1979) входит в трилогию о духовном мире мексиканцев.
В серии детективных романов Р. Анайя соединяет мистику, авантюрность и народные традиции.
Р. Анайя — автор романа-притчи «Халаманта» («Jalamanta», 1997) и создатель авторских версий древних сказаний мексиканоамериканцев: «Легенда о Плакальщице» («The Legend of La Llorona», 1984), «Повелитель Рассвета. Легенда о Кецалькоатле» («Lord of the Dawn: The Legend of Quetsalcoatl», 1987).
Его поездка в Китай нашла отражение в книге заметок «Чикано в Китае» («A Chicano in China», 1985).
Самая известная пьеса Р. Анайя — драма «Матачинес» («Matachines», 1992). Анайей составлена антология современной новеллистики чиканос (на испанском языке).
В 2013 году его роман «Благослови, Ультима!» («Bless me, Ultima») послужил основой для сценария художественного фильма.

## Награды
- Американская книжная премия (1980) за роман «Tortuga»
- Премия Quinto Sol
- Национальная медаль США в области искусств (2001)
- В 2015 году Р. Анайя был награжден президентом Бараком Обамой Национальной гуманитарной медалью США.

## Избранные произведения
- «Лето Сиа» («Zia Summer», 1995),
- «Осень на Рио-Гранде» («Rio Grande Fall», 1996),
- «Зима Шамана» («Shaman Winter», 1999);
- «Приключения Хуана Чикаспатас» (поэма, «The Adventures of Juan Chicaspatas», 1985) — о приключениях героев, отправившихся в древнюю Мексику.